# Joseph Della Porta
Joseph Della Porta was een Brits warenhuis. Het was gelegen aan The Square in Shrewsbury, een plaats in het Engelse graafschap Shropshire.

## Geschiedenis
Oprichter Joseph Della Porta kwam in 1847 vanuit Italië naar Engeland. In 1857 opende hij een kleine winkel in Princess Street, Shrewsbury. Hij breidde deze zaak hierna uit door andere winkels te kopen tot aan The Square. 
In 1869 trad Josephs schoonzoon Augustine Alfred Rabnett toe tot de zaak als partner, waarna de winkel werd voortgezet onder de naam Joseph Della Porta Son & Rabnett. Rabnett verliet later het partnerschap om zijn eigen winkel te openen, en de zaak kreeg weer de naam Joseph Della Porta & Son, waarbij Josephs zoon John Lewis Della Porta de leiding overnam na de dood van Joseph in 1904. 
In 1929 stierf John en zijn zoon Joseph William Della Porta nam het over en zette de zaak in 1930 om in een besloten vennootschap. Joseph William was het laatste lid van de familie Della Porta die de zaak leidde, maar hij bleef de zaak uitbreiden door extra onroerend goed aan de High Street te kopen.
In 1948 werd het warenhuis overgenomen door de warenhuisketen Hide & Co, die Della Portas als dochteronderneming runde. Hide & Co nam in 1950 een andere zaak in Shrewsbury over: stoffenwinkel Edwin Powell & Son, die daarna door Della Portas werd gerund. De zaak bleef groeien en in 1957 telde de winkel meer dan 40 afdelingen. 
In 1975 werd Hide & Co zelf opgekocht door House of Fraser, die de winkel omdoopte tot Rackhams. De winkel heet nu House of Fraser Shrewsbury.